# Еліза ді Франциска
Еліза ді Франциска  (італ. Elisa di Francisca, 13 грудня 1982) — італійська фехтувальниця, олімпійська чемпіонка, багаторазова чемпіонка світу та Європи.

## Виступи на Олімпіадах
| Олімпіада   | Дисципліна       | Місце |
| ----------- | ---------------- | ----- |
| Лондон 2012 | рапіра, особисті | 1     |
| Лондон 2012 | рапіра, командні | 1     |
| Ріо 2012    | рапіра, командні | 2     |